# Seixal, Arrentela e Aldeia de Paio Pires
Seixal, Arrentela e Aldeia de Paio Pires (oficialmente: União das Freguesias do Seixal, Arrentela e Aldeia de Paio Pires) é uma freguesia portuguesa do município do Seixal, com 29,9 km² de área e 45602 habitantes (censo de 2021). A sua densidade populacional é 1 525,2 hab./km².

## História
Foi criada aquando da reorganização administrativa de 2012/2013, resultando da agregação das antigas freguesias do Seixal, Arrentela e Aldeia de Paio Pires.

## Demografia
A população registada nos censos foi:
| Distribuição da População por Grupos Etários | Distribuição da População por Grupos Etários | Distribuição da População por Grupos Etários | Distribuição da População por Grupos Etários | Distribuição da População por Grupos Etários | Distribuição da População por Grupos Etários |
| -------------------------------------------- | -------------------------------------------- | -------------------------------------------- | -------------------------------------------- | -------------------------------------------- | -------------------------------------------- |
| Antes da agregação                           |                                              |                                              |                                              |                                              |                                              |
| Ano                                          | 0-14 anos                                    | 15-24 anos                                   | 25-64 anos                                   | >= 65 anos                                   | Total                                        |
| 2001                                         | 7348                                         | 5972                                         | 24063                                        | 4669                                         | 42052                                        |
| 2011                                         | 7843                                         | 4885                                         | 25817                                        | 6375                                         | 44920                                        |
| Após a agregação                             |                                              |                                              |                                              |                                              |                                              |
| Ano                                          | 0-14 anos                                    | 15-24 anos                                   | 25-64 anos                                   | >= 65 anos                                   | Total                                        |
| 2021                                         | 6830                                         | 5011                                         | 25113                                        | 8648                                         | 45602                                        |